# هانسي

هانسي هي مدينة تقع في هيسار بولاية هاريانا،الهند.

## التاريخ
يسود اعتقاد أن المدينة قد تم تأسيسها عام 957 بعد الميلاد، تم تصدير السيوف من هذه المدينة إلى الدول العربية.

### الحكم السيخي
كان ذلك بداية من عام 1778.

### عهد الإمبراطورية البريطانية
كان ذلك ما بين عامي 1803 و1947.

## ديموغرافيا السكان
حسب الإحصاء الهندي، بلغ تعداد السكان 75,730 عام 2001 والذي ارتفع إلى 86,770 عام 2011.